# سعیدآباد (نمین)
سعیدآباد روستایی در دهستان ویلکیج مرکزی بخش ویلکیج شهرستان نمین استان اردبیل ایران است.
این روستا جزو اولین روستاهای اردبیل بوده که بیشترین مهاجر از اطراف مختلف ایران از جمله کردستان را پذیرا بوده است.
در سالهای بعد انقلاب ایران بدلیل نداشتن کار اکثریت افراد روستا به شغل ماهیگیری روی اوردند و بندرترکمن و بندر فرح اباد ساری از جمله نقاط اصلی مهاجرت بودند که الان هم اکثریت اهالی این روستا در بخش مرکزی ساری ساکن هستند.
از اهالی قدیمی این روستا میتوان به اسامی نصیری، جمالی، عباسی، اکبری ، قنبری ، عباس پور، عیوض زاده  ،دانشی ، مولوی ، ... اشاره کرد.

## جمعیت
بر پایه سرشماری عمومی نفوس و مسکن در سال ۱۳۹۵ جمعیت این روستا ۲۴۶ نفر (۶۷خانوار) بوده‌است.